# Roderic (Comic)
Roderic (Rodric) ist eine 1973 erschienene frankobelgische Comicserie.

## Hintergrund
Lucien Meys schrieb die im Heiligen Land zur Zeit der Kreuzzüge spielende Ritterserie. Der Zeichner war William Vance. Die Serie erschien 1973 in der belgischen Frauenzeitschrift Femme d’Aujourd’hui. Bédéscope veröffentlichte die Alben. Die Gesamtausgabe gab Dargaud heraus. Piredda druckte die deutsche Ausgabe.

## Geschichten
- Amathea[6] (Amathéa, Femme d’Aujourd’hui, 1973, 30 Seiten)
- Der alte Mann vom Berg (Le vieux de la montagne, Femme d’Aujourd’hui, 1973, 48 Seiten)